# راین (آلاباما)
راین (به انگلیسی: Ryan) یک منطقهٔ مسکونی در ایالات متحده آمریکا است که در آلاباما واقع شده‌است. راین ۱۶۰٫۹۴ متر بالاتر از سطح دریا واقع شده‌است.